# Bolbaffer barbatus
Bolbaffer barbatus es una especie de coleóptero de la familia Geotrupidae.

## Distribución geográfica
Habita en Ghana.